# Liste von Wasserkraftwerken in Australien
Die Wasserkraftwerke in Australien werden sowohl auf einer Karte als auch einer Tabelle (mit Kennzahlen) dargestellt. Die Liste ist nicht vollständig.

## Installierte Leistung und Jahreserzeugung
In Australien gibt es über 100 Wasserkraftwerke mit einer installierten Leistung von ungefähr 7.800 MW. Das Snowy-Mountains-System mit 3.800 MW und die Wasserkraftwerke in Tasmanien mit 2.600 MW haben daran den größten Anteil. 2013 lieferten die Wasserkraftwerke mit beinahe 20 Mrd. kWh rund 8 % der gesamten Stromerzeugung.

## Karte
| Barron Gorge |

| Blowering |

| Card |

| D |

| Eildon |

| Gordon |

| Gu |

| Hume |

| John Butters |

| Kareeya |

| KHS |

| Ord River |

| Poa |

| Ree |

| Shoalhaven |

| Murray, Tumut |

| Somerset |

| T |

| Tre |

| Tu |

| Warragamba |

| Wellington |

| Wiven |

## Wasserkraftwerke

### > 100 MW
| Name des Kraftwerks | Inst. Leistung (MW) | Fluss/See   | Status     |
| ------------------- | ------------------- | ----------- | ---------- |
| Bogong              | 140                 | Kiewa       | in Betrieb |
| Dartmouth           | 200                 | Mitta Mitta | in Betrieb |
| Eildon              | 150                 | Goulburn    | in Betrieb |
| Gordon              | 432                 | Gordon      | in Betrieb |
| John Butters        | 144                 | King River  | in Betrieb |
| Murray 1            | 950                 | Geehi       | in Betrieb |
| McKay Creek         | 150                 | Kiewa       | in Betrieb |
| Murray 2            | 550                 | Geehi       | in Betrieb |
| Poatina             | 300                 | Great Lake  | in Betrieb |
| Reece               | 238                 | Pieman      | in Betrieb |
| Shoalhaven          | 240                 | Yarrunga    | in Betrieb |
| Tumut 1             | 329,6               | Tumut       | in Betrieb |
| Tumut 2             | 286,4               | Tumut       | in Betrieb |
| Tumut 3             | 1.500               | Tumut       | in Betrieb |
| Tungatinah          | 125                 | Nive        | in Betrieb |
| Wivenhoe            | 500                 | Brisbane    | in Betrieb |

### > 10 MW
| Name des Kraftwerks        | Inst. Leistung (MW) | Fluss/See   | Status     |
| -------------------------- | ------------------- | ----------- | ---------- |
| Barron Gorge               | 60                  | Barron      | in Betrieb |
| Blowering                  | 80                  | Tumut       | in Betrieb |
| Clover                     | 29                  | Kiewa       | in Betrieb |
| Guthega                    | 60                  | Snowy River | in Betrieb |
| Hume                       | 50                  | Murray      | in Betrieb |
| Kareeya                    | 86                  | Tully       | in Betrieb |
| Ord River (am Lake Argyle) | 30                  | Ord         | in Betrieb |
| Tarraleah                  | 90                  | Derwent     | in Betrieb |
| Trevallyn                  | 90                  | South Esk   | in Betrieb |
| Warragamba                 | 50                  | Warragamba  | in Betrieb |
| West Kiewa                 | 74                  | Kiewa       | in Betrieb |

### > 1 MW
| Name des Kraftwerks | Inst. Leistung (MW) | Fluss/See      | Status     |
| ------------------- | ------------------- | -------------- | ---------- |
| Cardinia            | 3,5                 | Cardinia Creek | in Betrieb |
| Somerset            | 4                   | Stanley        | in Betrieb |
| Wellington          | 2                   | Collie         | in Betrieb |